# Валенсия, Хуан Давид
Хуан Давид Валенсия Инесторса (англ. Juan David Valencia Hinestroza; род. 15 января 1986 года, Медельин, Колумбия) — колумбийский футболист, бывший защитник сборной Колумбии.

## Клубная карьера
Валенсия — воспитанник клуба «Индепендьенте Медельин» из своего родного города. В 2004 году он дебютировал в Кубке Мустанга. В том же году Хуан стал чемпионом страны. В 2007 году Валенсия на правах аренды выступал за венесуэльский «Каракас», в составе которого выиграл венесуэльскую Примеру. В 2008 году он вернулся на родину, став игроком «Атлетико Уила». 24 августа в поединке против «Онсе Кальдас» Хуан забил свой первый гол за новую команду. В 2009 году Валенсия вернулся в «Индепендьенте Медельин». В том же году он помог клубу выиграть чемпионат.
В начале 2011 года Валенсия был арендован Атлетико Хуниор. 5 февраля в матче против «Реал Картахена» он дебютировал за новый клуб. 3 апреля в поединке против «Реал Картахена» Хуан забил свой первый гол за «Атлетико Хуниор». В том же году он стал чемпионом Колумбии в третий раз.
В начале 2012 года Валенсия подписал контракт с «Атлетико Насьональ». 30 января в матче против «Депортиво Кали» он дебютировал за новую команду. В этом же поединке Хуан забил свой первый гол за «Атлетико Насьональ». 15 февраля в матче Кубка Либертадорес против чилийского «Универсидад де Чили» он отметился забитым мячом. В составе команды Валенсия три раза выиграл чемпионат и два раза завоевал Кубок Колумбии. В начале 2016 года Валенсия перешёл в «Индепендьенте Санта-Фе». 15 февраля в матче против «Атлетико Букараманга» он дебютировал за новый клуб. Летом того же года Валенсия на правах аренды в третий раз вернулся в «Индепендьенте Медельин». В начале 2017 года он вернулся в «Индепендьенте Санта-Фе». 17 июля в поединке против «Мильонариос» Хуан забил свой первый гол за команду. Летом 2019 году Валенсия стал свободным агентом. 

## Международная карьера
12 августа 2010 года в товарищеском матче против сборной Боливии Валенсия дебютировал за сборную Колумбии. В 2011 года Валенсия принял участие в Кубке Америки в Аргентине. На турнире он был запасным и на поле не вышел.

## Достижения
Командные
 «Индепендьенте Медельин»
- Победитель чемпионата Колумбии (2) — Апертура 2004, Финалисасьон 2009

 «Каракас»
- Победитель венесуэльской Примеры — 2006/2007

 «Атлетико Хуниор»
- Победитель чемпионата Колумбии — Финалисасьон 2011

 «Атлетико Насьональ»
- Победитель чемпионата Колумбии (3) — Апертура 2013, Финалисасьон 2013, Апертура 2014
- Обладатель Кубок Колумбии по футболу (2) — 2012, 2013